# 배천역
배천역(白川驛)은 조선민주주의인민공화국 황해남도 배천군에 있는 배천선의 철도역이다. 과거에는 토해선의 역이었다. 일부에서는 한자이름을 읽어 백천역이라고도 부르는데, 배천은 한자로는 白川이지만 배천으로 읽으므로 잘못된 이름이다.